# Région de Tadjoura
Région de Tadjourah
Pour les articles homonymes, voir Tadjourah.
La région de Tadjoura ou région de Tadjourah est une subdivision du Djibouti située au nord du pays, elle a une superficie de 7 300 km2 et une population estimée à 102 329 habitants, en 2019. La région est bordée par l'Éthiopie à l’ouest et l'Érythrée au nord/nord-ouest, la région d'Obock au nord-est, les régions de Dikhil et d'Arta au sud et par la mer à l’est.
La capitale de la région, qui abrite plus de la moitié de sa population, est la ville portuaire de Tadjoura. Les autres villes sont Randa, Adaylou, Sagallou, Dorra et Balha. Le lac Assal se trouve dans le sud de la région. Le Parc national de la Forêt de Day est une des richesses naturelles de la zone.

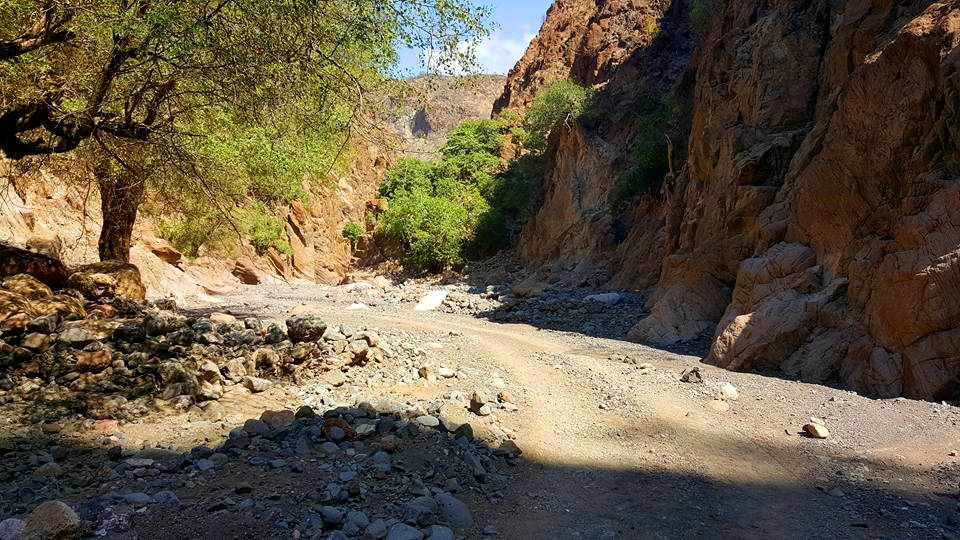
Vallée dans les montagnes de Goda.

Cet ancien district possède des atouts en matière de tourisme et de commerce. Il exporte du sel, l’une des rares ressources naturelles du pays. Il disposera bientôt d’un port moderne, complémentaire à celui de Djibouti et les activités de pêche sont en pleine croissance. Presque 65 % de sa superficie est cultivable.
L'un des premiers Français à y travailler fut le poète Arthur Rimbaud, devenu commerçant, qui y séjourna de 1885 à 1886. Il fut notamment le patron d'un bateau transportant des armes destinées à être vendues au roi du Choa, cousin du père du futur empereur éthiopien Hailé Sélassié. Parmi les villages de la région de Tadjoura on compte Kalaf, Sagalou et Hankatta.

## Faune
- Antilopes naines dik-dik ou dig-dig, du genre Madoqua